# Rödhättad manakin
Rödhättad manakin (Ceratopipra mentalis) är en fågel i familjen manakiner inom ordningen tättingar.

## Utseende
Rödhättad manakin är en liten och knubbig fågel. Hanen är omisskännlig med eldrött huvud som lyser. Honan är påtagligt intetsägande, med matt grönaktig fjäderdräkt, skäraktig näbb och mörka ben.

## Utbredning och systematik
Rödhättad manakin delas in i tre underarter:
- C. m. mentalis – förekommer i låglandsområden mot golfen i sydöstra Mexiko till östra Costa Rica, Isla de Mujeres
- C. m. ignifera – förekommer i tropiska områden i västra Costa Rica och västra Panama
- C. m. minor – förekommer från östligaste Panama till västra Colombia och nordvästra Ecuador

## Levnadssätt
Rödhättad manakin hittas i fuktiga tropiska skogar. Den ses vanligen enstaka eller i par sitta tystlåtet eller födosöka vid fruktbärande träd eller buskar. Fågeln är delvis känd för hanens karakteristiska dans. Dansen består av mycket små hopp, som ger intryck av att fågeln glider både fram- och baklänges på grenar, "moonwalk".

## Status och hot
Arten har ett stort utbredningsområde, men tros minska i antal, dock inte tillräckligt kraftigt för att den ska betraktas som hotad. Internationella naturvårdsunionen IUCN listar arten som livskraftig (LC).